# Piazza del Liberty
Piazza del Liberty (o nota semplicemente come piazza Liberty) è una piazza di Milano. 

## Storia

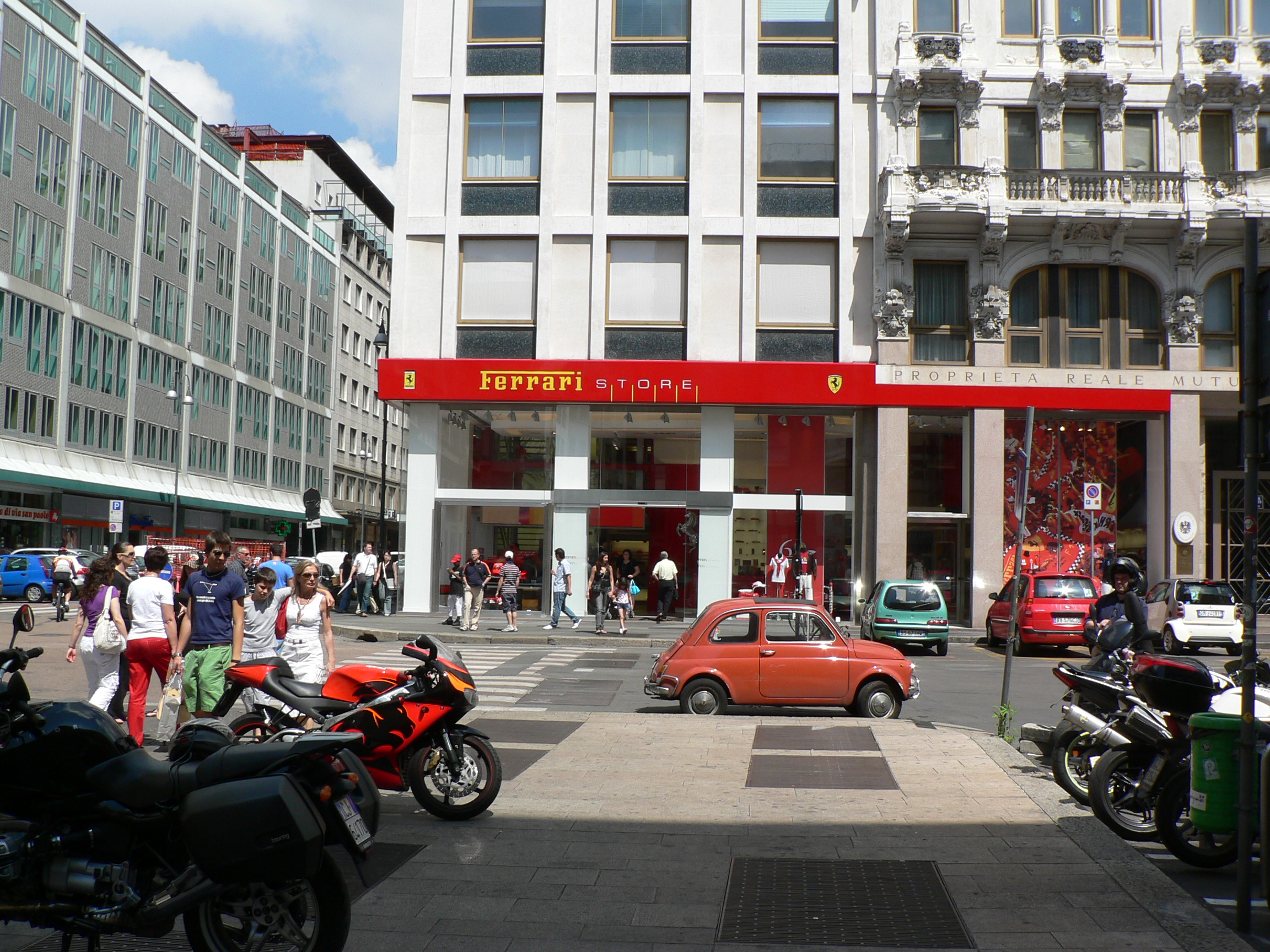
Vista parziale di Piazza del Liberty a Milano nel 2008, con il Ferrari Store non più presente nella piazza dal 2014

Il nome della piazza si rifà all'ex Hotel Corso costruito nel 1905 in corso Vittorio Emanuele II numero 15 dagli architetti Angelo Cattaneo e Giacomo Santamaria, realizzato appunto in stile liberty; l'hotel dopo i bombardamenti della seconda guerra mondiale nel 1943 fu danneggiato e demolito e la sua facciata fu trapiantata nel nuovo palazzo della Fondiaria Assicurazioni (odierno Palazzo della Società Reale Mutua di Assicurazioni) costruito sulla piazza. Inoltre sulla piazza si affacciano un negozio Nespresso (al piano terra del Palazzo della Reale Assicurazioni) e la Torre Tirrena. Al centro della piazza sorge l'Apple Piazza Liberty costruito nel sotterraneo.
La piazza è stata costruita nel dopoguerra (1943) dove vi era precedentemente il cosiddetto Teatro Milanese, il quale nel 1902 venne dismesso e trasformato parzialmente in hotel, che poi fu distrutto parzialmente dai bombardamenti della città. Al di sotto della piazza fu ricavato anche una sala cinematografica, il Cinema Apollo aperto nel 1959.

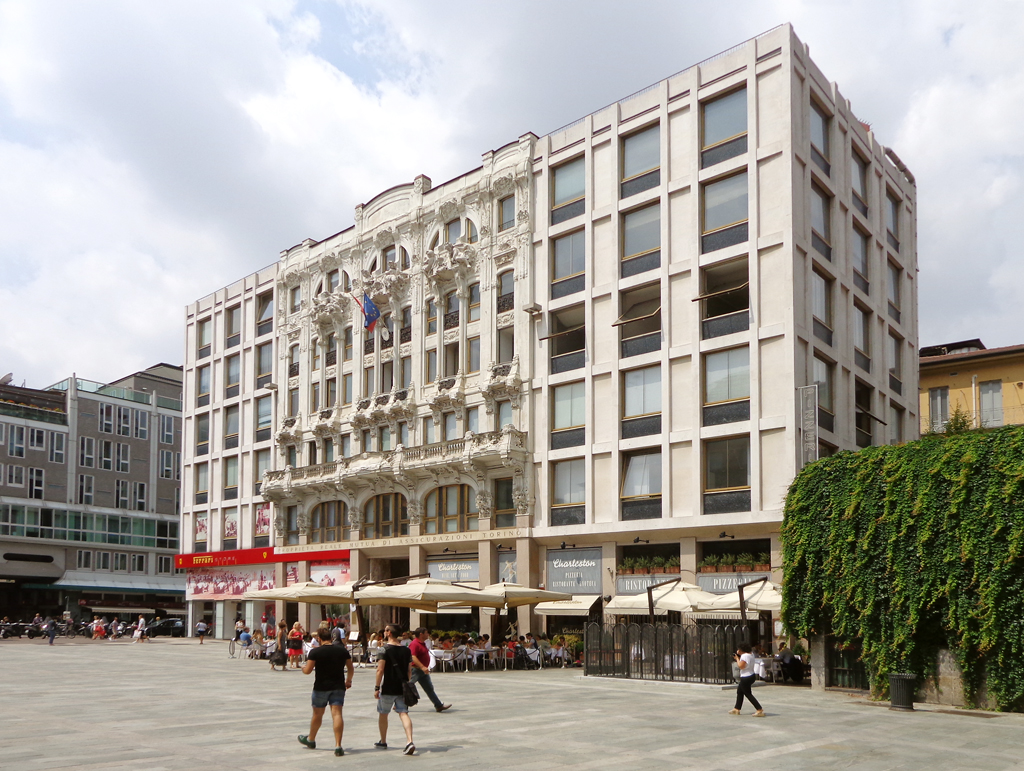
Vista di Piazza del Liberty e dell'edificio della Reale Assicurazioni

Dalla fine degli anni ‘50, la piazza è stata utilizzata come parcheggio per autovetture, fino alla decisione della giunta comunale che dal 5 marzo 2012 l'ha trasformata in un'area pedonale chiusa al traffico.
La piazza ha subito un importante rifacimento nel 2013 per la riconversione totale in isola pedonale e nel 2018 da parte dell'architetto Norman Foster in occasione dell'apertura dell'Apple Piazza Liberty.

## Trasporti
- Duomo